# كنيسة سان ماكسيم طبرقة
كنيسة سان ماكسيم طبرقة ، الواقعة في مدينة طبرقة في ولاية جندوبة قي تونس ، هي كنيسة كاثوليكية بنيت خلال فترة الحماية الفرنسية في صهريج اثري روماني قديم. ثم تم غلقها نهائيا في سنة 1964 ، وتضم حاليا متحفًا صغيرًا.

## الوجود المسيحي في طبرقة
كان الوجود المسيحي في المدينة سنة 1540 ، اثر تواجد مهاجرين من ايطاليا وذلك قصد الصيد البحري وتجارة المرجان عندما مُنحت المنطقة لجنوة . ويضمن الكهنة الدعم الروحي لهؤلاء السكان الذين يقدر عددهم بنحو 2 000 شخص. وبعد قرنين من الزمان ، وبعد استعادت علي Iباشا للمكان سنة 1741 قام بإنهاء الوجود المسيحي.في المدينة وقام بالقبض على جميع السكان واستعبادهم .

## طبرقة خلال فترة الاحتلال الفرنسي
لم يتم إنشاء رغاية جديدة في طبرقة إلا بعد قيام الاحتلال الفرنسي سنة 1883 ، بعد عودة العديد من الإيطاليين للاستقرار في المدينة واستغلال الميناء. وتخليدا للقديسة مكسيم الذي كان سيصبح ، حسب الأسطورة ، رئيس دير طبرقة في القرن 7 السابع بعد أن هربت من يد الجنسيريك الذي أراد أن يفرض عليها زوجًا.

## المذكرات و المراجع
1. 1 2  "Wiki Loves Monuments monuments database". 6 نوفمبر 2017.
2. ↑  وصلة مرجع: http://www.cnudst.rnrt.tn/jortsrc/2016/2016f/jo0592016.pdf.
3. ↑  Saloua Ouerghemmi, Les églises catholiques de Tunisie à l'époque coloniale. Étude historique et architecturale, éd. Université de Tunis-Université François Rabelais de Tours, Tours, 2011, ص. 98
.